# 埃德温·阿灵顿·罗宾逊
埃德温·阿灵顿·罗宾逊（Edwin Arlington Robinson 1869年12月22日—1935年4月6日）是一名美国诗人，三度获得普利策诗歌奖，四度获诺贝尔文学奖提名。

## 生平
埃德温·阿灵顿·罗宾逊出生于美国缅因州阿尔纳，他的父母本想要一个女孩，并不喜欢他，连他的名字都是随便起的，因此他的童年也并不愉快。21岁时，他就读哈佛大学，学习古英语、英语、法语和莎士比亚戏剧。
读大学时其父去世，他成为家主，从事农活，并爱上了自己的嫂子，但后者两次拒绝了他的求婚。他因此搬到纽约，生活困苦。他的第二部作品《夜之子》（Children of the Night）吸引了西奥多·罗斯福之子克米特·罗斯福的注意，后者因此将他引荐给父亲，西奥多·罗斯福请他到白宫用餐，但罗宾逊以没有得体的衣服为由拒绝了。
他名声渐起，1920年代三次获得普利策诗歌奖。晚年他与画家伊丽莎白·斯巴霍克-琼斯（Elizabeth Sparhawk-Jones）发展出感情，但其实他终生未婚。1935年在纽约医院中因癌症病逝。